# Spoorlijn Langenlonsheim - Hermeskeil
De spoorlijn Langenlonsheim - Hermeskeil, ook wel Hunsruckquerbahn genoemd, is een spoorlijn tussen Langenlonsheim en Hermeskeil in de Duitse deelstaat Rijnland-Palts en als spoorlijn 3021 onder beheer van DB Netze.

## Geschiedenis
De spoorlijn werd in fases geopend.
- 6 oktober 1889: Langenlohnsheim - Simmern
- 15 juli 1901: Simmern - Kirchberg
- 15 december 1902: Kirchberg - Morbach
- 1 oktober 1903: Morbach - Hermeskeil

Het personenvervoer tussen Simmern en Hermeskeil werd opgeheven in 1976, tussen Langenlohnsheim en Simmern in 1984. In de Golfoorlog van 1990-1991 heeft er nog uitgebreid militair transport plaatsgevonden naar het toenmalige militaire vliegveld, nu de luchthaven Frankfurt-Hahn. In 1998 werd het goederenvervoer tussen Morbach en Hermeskeil stilgelegd, in 1999 tussen Stromberg en Morbach.

## Reactivering
Om een treinverbinding tussen de luchthaven Frankfurt-Hahn en Frankfurt te realiseren is de heropening van de spoorlijn voorzien voor 2018.

## Aansluitingen
In de volgende plaatsen is of was er een aansluiting op de volgende spoorlijnen:
Langenlonsheim
DB 3511, spoorlijn tussen Bingen en Saarbrücken
Simmern
DB 3020, spoorlijn tussen Simmern en Boppard
DB 3022, spoorlijn tussen Simmern en Gemünden
Büchenbeuren
DB 3023, spoorlijn tussen Büchenbeuren en Hahn Flughafen
Hermeskeil
DB 3131, spoorlijn tussen Trier en Türkismühle